# Вольнослободский сельский совет (Глуховский район)
Вольнослободский сельский совет (укр. Вільнослобідська сільська рада) — входит в состав
Глуховского района
Сумской области
Украины.
Административный центр сельского совета находится в 
с. Вольная Слобода
.

## Населённые пункты совета
- с. Вольная Слобода
- с. Малая Слободка